# Bernard Hopkins
Bernard Humphrey Hopkins Jr. (Filadelfia, 15 gennaio 1965) è un ex pugile statunitense.
Tra i pugili più longevi, fu campione dei pesi medi dal 1995 al 2005, unificando e mettendo in palio i suoi titoli per 20 difese. Il suo regno, durato 10 anni, 2 mesi e 17 giorni, fu il più lungo nella storia dei pesi medi. Vinse il titolo IBF della divisione nel 1995, a cui poi si aggiunsero le corone WBC, WBA e  The Ring nel 2001 ed infine WBO nel 2004. Ciò lo rese il primo a possedere contemporaneamente i titoli delle maggiori organizzazioni professionistiche di pugilato. La rivista The Ring lo nominò terzo nella classifica dei "10 migliori pesi medi degli ultimi 50 anni", oltre che pugile dell'anno (fighter of the year) nel 2001.
Dopo aver perso i titoli dei pesi medi nel 2005, salì ai mediomassimi e nel 2007 vinse i mondiali The Ring ed IBO della categoria all'età di 42 anni. Nel 2011, a 46 anni, conquistò la cintura WBC, superando il record stabilito da George Foreman (45) come il più vecchio pugile iridato nella storia della boxe. Migliorò ulteriormente il suo record nel 2013 e 2014 (49 anni e 94 giorni), ottenendo i titoli IBF e WBA della divisione.
Soprannominato "The Executioner", o anche "B-Hop" e "The Alien", era noto per il suo stile di combattimento strategico e difensivo e si distingueva per la sua capacità di adattarsi alle caratteristiche tecniche degli avversari.
È socio di minoranza della Golden Boy Promotions.

## Biografia
Nato da Bernard Hopkins Sr. e da Shirley, Hopkins crebbe nel quartiere Raymond Rosen di Filadelfia con la famiglia. Passò una gioventù particolarmente difficile, caratterizzata da risse, rapine e aggressioni – fu pugnalato tre volte. A diciassette anni Hopkins fu condannato a 18 anni di reclusione per nove reati. In carcere assistette a vari stupri e all'assassinio di un altro detenuto in una rissa per un pacchetto di sigarette, ma allo stesso tempo scoprì anche la passione per il pugilato.
Dopo quasi cinque anni di carcere fu scarcerato e scelse il pugilato per sfuggire ad una vita contrassegnata da brutti episodi, e si convertì all'Islam. Quando lasciò definitivamente il carcere, un guardiano gli disse: "Ci vediamo di nuovo non appena tornerai in prigione"; Hopkins gli ha risposto: "Non ci torno più qui."

## Carriera

### Carriera da professionista

#### Il debutto e gli inizi
Bernard entrò nel mondo del pugilato come peso mediomassimo, perdendo ai punti al debutto contro Clinton Mitchell, l'11 ottobre 1988 ad Atlantic City, New Jersey. Dopo questa delusione e uno stop di sedici mesi, riprese come peso medio, vincendo su decisione unanime contro Greg Paige il 22 febbraio 1990.
Tra il febbraio del 1990 e il settembre del 1992, Hopkins vinse venti incontri: 15 vittorie per KO tecnico, 11 delle quali al primo round.

#### Hopkins VS Jones Jr.
La sua prima opportunità per un titolo mondiale arrivò il 22 maggio 1993 a Washington, contro l'astro nascente Roy Jones Jr. per la cintura vacante IBF dei medi. Dopo aver subito l'iniziativa del nemico per tutta la durata del match, Hopkins fu sconfitto per verdetto unanime col punteggio di 116–112. Ebbe comunque l'opportunità di recuperare e mantenere il suo ranking mondiale, difendendo la sua cintura USBA (conquistata un anno prima) in altre tre occasioni. In un'intervista del 7 novembre 2008, Hopkins rivelò di aver lanciato una rivincita a Jones poco tempo dopo il loro match, che quest'ultimo aveva rifiutato.

#### Il titolo IBF dei medi
Dopo l'abbandono del rank di peso medio da parte di Jones nel 1994 (Junior era passato ai supermedi), il titolo IBF tornò alla portata di Hopkins il 17 dicembre del medesimo anno in Ecuador contro Segundo Mercado. Il sudamericano atterrò Hopkins in due occasioni ma l'incontro terminò in pareggio. Lo statunitense era salito sul ring visibilmente provato dall'altitudine di circa 10.000 piedi.
La IBF organizzò immediatamente una rivincita, disputatasi il 29 aprile 1995 a Landover, nel Maryland. Questa volta Hopkins ebbe la meglio, KO tecnico al settimo round, e conquistò la corona IBF dei medi.
La sua prima difesa del titolo fu contro Steve Frank, in un incontro durato 24 secondi. Entro la fine del 2000, Hopkins difese la sua cintura in 20 incontri,  sconfiggendo avversari quali John David Jackson, Glen Johnson, Simon Brown e Antwun Echols.

#### Il torneo di unificazione del 2001
L'arrivo nei pesi medi di un pluricampione come Félix Trinidad portò alla creazione di un torneo che vedeva coinvolti i principali campioni della divisione pesi. Oltre a Hopkins (IBF) e Trinidad, vi parteciparono anche Keith Holmes, campione WBC, e William Joppy, campione WBA.

##### Hopkins VS Holmes
Il 14 aprile 2001, a New York, Hopkins sconfisse il campione WBA dei medi Keith Holmes per decisione unanime. Trinidad, invece, si impose su Joppy in cinque round impressionanti. A seguito di tale esibizione di aggressività e potenza, la reputazione del portoricano fu ulteriormente rafforzata, tanto da far pensare a molti scettici che fosse "semplicemente" troppo forte per il campione di Filadelfia.

##### Hopkins VS Trinidad
Il 29 settembre dello stesso anno, Hopkins sfidò Trinidad al Madison Square Garden.
Per la prima volta in molti anni, Hopkins decise di scommettere 100 000 dollari sulla vittoria dell'incontro. Durante la fase di promozione del match Hopkins causò molte polemiche dopo aver buttato per terra la bandiera del Porto Rico in entrambe le conferenze stampe di New York e Porto Rico. Molto particolare la seconda occasione, nella quale l'americano fu costretto a scappare per evitare una folla inferocita dalle sue gesta antisportive.
Il match di unificazione dei titoli era stato previsto inizialmente per il 15 settembre 2001. Tuttavia, dopo gli attentati dell'11 settembre 2001 al World Trade Center il match venne posticipato senza data. Il famoso promotore Don King deciso poi di riorganizzare la gara per il 29 settembre. Lo scontro tra i titani iniziò a ritmi bassi, con entrambi gli atleti intenti a studiare l'avversario. Nel secondo round Hopkins riuscì a mandare alcune buone combinazioni, cosa che seppe fare anche Trinidad alla quarta tornata. Nella quinta e sesta ripresa Trinidad rimase sull'offensiva mentre con Hopkins puntò sul jab. Entrambi i combattenti hanno continuato il match su questi ritmi, con la nona ripresa dalla parte di Hopkins. Provato dalla precisione dei colpi di Hopkins, Trinidad subì un atterramento nell'undicesima ripresa (erroneamente registrata come spinta) e fu messo nuovamente a sedere nell'ultima ripresa; il secondo knock down del portoricano portò all'interruzione del match da parte del padre-allenatore, che entrò sul ring per soccorrere il figlio. Prima dello scontro tra campioni Trinidad era entrato sul ring con un invidiabile record di 40 vittorie e 0 sconfitte, con 33 vittorie prima del limite. Hopkins divenne così campione indiscusso dei medi e per i suoi risultati sportivi fu nominato pugile dell'anno dalla rivista World Boxing Hall of Fame.

#### Campione indiscusso dei medi
Dopo la vittoria su Trinidad, Hopkins difese il titolo di campione indiscusso dei pesi medi in sei incontri. Sconfisse Carl Daniels il 2 febbraio 2002 per KO tecnico al decimo round; Morrade Hakkar il 29 marzo 2003 per KO tecnico all'ottavo round; William Joppy il 13 dicembre 2003 per verdetto unanime; Robert Allen il 5 giugno 2004 sempre per decisione unanime.

##### Hopkins VS De la Hoya

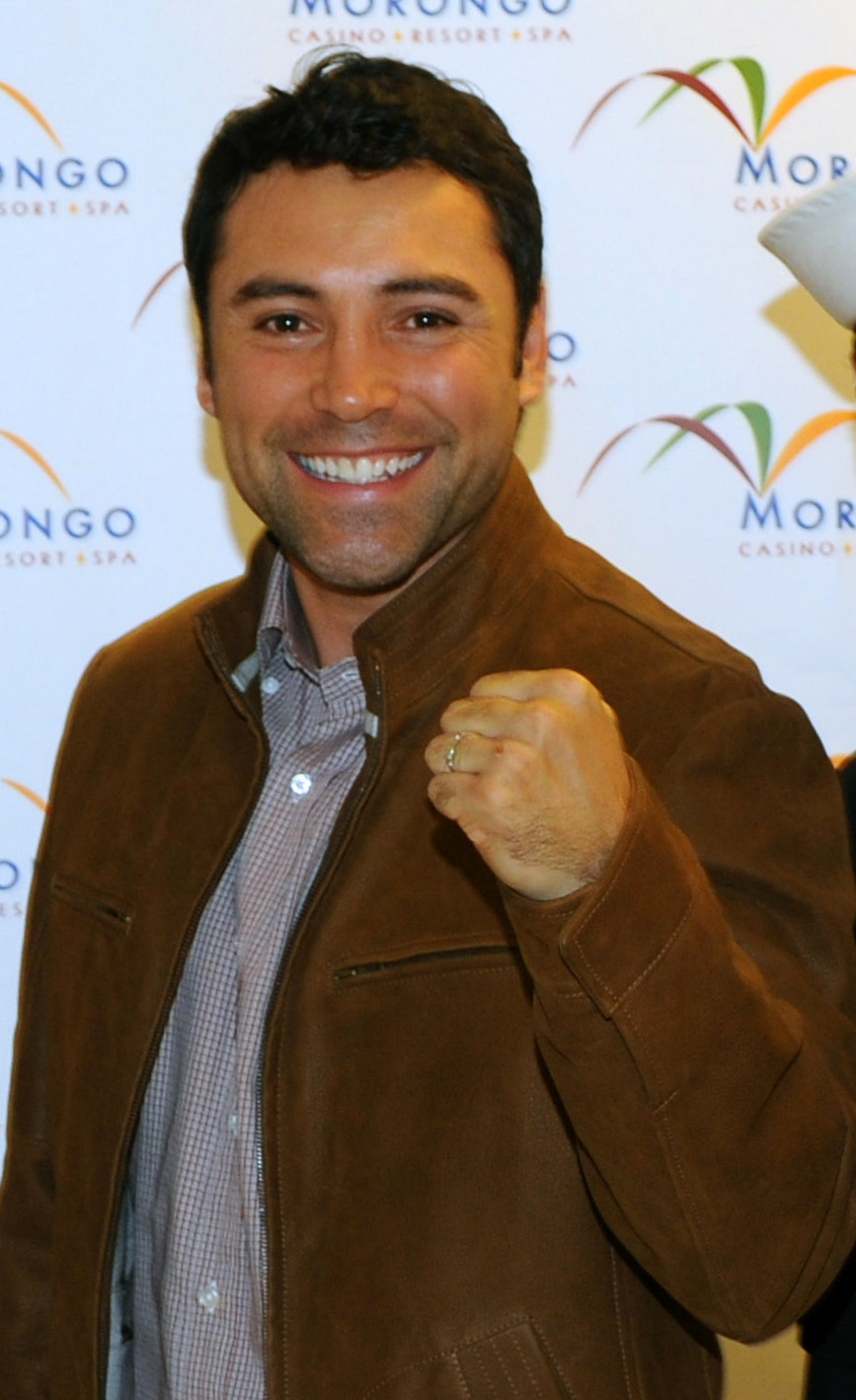
Con la vittoria su Óscar de la Hoya, Hopkins è divenuto il primo pugile ad aver unificato i titoli dei medi IBF, WBC, WBA e WBO. I due diverranno in seguito soci nella Golden Boy Promotions

Nell'incontro più pagato della sua carriera, Hopkins si trovò successivamente davanti il pluricampione in più categorie di peso Óscar de la Hoya. Per il match, disputatosi il 23 settembre 2004 a Las Vegas, erano in palio i titoli IBF, WBC e WBA di Hopkins e il titolo WBO di De la Hoya. La sfida tra i due fu fissata ad un massimo di 158 libbre (70,8 kg), poco al di sotto del limite dei medi (160 libbre).
Il match vide vittorioso Hopkins, il quale riuscì a stendere De la Hoya alla nona ripresa con un montante sinistro al corpo seguito da un gancio sinistro al volto dalla corta distanza. Hopkins divenne così il primo pugile ad aver unificato i titoli dei medi IBF, WBC, WBA e WBO. Al momento della vittoria, il campione di Filadelfia era in vantaggio su due cartellini, mentre De la Hoya era in vantaggio sul terzo.

##### La ventesima difesa del titolo
A quarant'anni, età in cui la maggior parte dei pugili si è già ritirata, Hopkins raggiunse la ventesima difesa del titolo, il 19 febbraio 2005 contro Howard Eastman, campione europeo dei medi e considerato il primo contendente per il titolo. Hopkins ss'impose dall'inizio alla fine, vincendo nettamente ai punti 119-110, 117-111 e 116-112.

#### Perdita dei titoli
Il 16 luglio 2005 affrontò l'imbattuto talento dell'Arkansas Jermain Taylor in un incontro di 12 round valido per tutte e quattro le cinture in possesso di Hopkins. Quest'ultimo, proveniente da una striscia di 20 vittorie consecutive, iniziò il match lentamente aumentando lentamente l'intensità con il passare dei round. Dopo numerose tornate molto serrate, la sfida terminò ai punti con la sconfitta del campione in carica per decisione non unanime e la conseguente perdita di tutte le sue cinture.
Sebbene la performance di Taylor sia stata brillante, molti analisti ritennero comunque il match favorevole al pugile di Filadelfia.
Il 3 dicembre dello stesso anno l'Executioner combatté nuovamente Taylor in una rivincita, questa volta perdendo nettamente ai punti con un punteggio di 118-109 a suo sfavore.

#### L'avanzamento ai pesi mediomassimi

##### Hopkins VS Tarver
Dopo le due sconfitte contro Jermain Taylor, Hopkins, quarantunenne, scelse di non ritirarsi e di continuare la sua attività agonistica avanzando ai pesi mediomassimi; il 10 giugno 2006 sfidò così il peso mediomassimo Antonio Tarver. Tarver era il favorito di questo match, essendo stato il primo pugile ad aver messo al tappeto Roy Jones Jr., vecchio rivale di Hopkins ed oramai caduto in declino. Per questo incontro vi erano in palio i titoli The Ring ed IBO di categoria, detenuti entrambi da Tarver.
Benché partito da sfavorito, Hopkins si impose facilmente su Tarver, vincendo il match per decisione unanime col punteggio di 118-109 per tutti e tre i giudici di gara. Oltre alla sconfitta allo sfortunato Tarver si aggiunse anche la perdita di 250 000 dollari in una scommessa con Hopkins, non essendo riuscito ad atterrare quest'ultimo nei primi sei round dell'incontro.

##### Hopkins VS Wright
Il 21 luglio 2007, al Mandalay Bay Resort & Casino di Las Vegas, Hopkins difese il suo titolo "The Ring" dei mediomassimi contro l'ex campione indiscusso Winky Wright. Durante le operazioni di peso vi furono alcune scintille tra i due pugili, a seguito di una breve rissa terminata senza particolari danni. Hopkins fu multato 200 000 dollari per aver scatenato questa baruffa. Hopkins non cominciò bene il match, ma seppe divenire più efficace con il progredire dei round.
Una testata accidentale da parte di Hopkins al terzo round aprì un taglio sull'arcata sopraccigliare sinistra di Wright. L'arbitro Robert Byrd aveva ripetutamente avvisato Hopkins di non usare la testa, ma a quest'ultimo non venne sottratto alcun punto. Hopkins apparve fresco anche negli ultimi round e colpì Wright con un paio di buone combinazioni. Nell'ultima ripresa alla ferita di Wright si aggiunse quella sulla guancia, provocata da un potente colpo del campione. Alla fine dei conti fu Hopkins a prevalere sull'avversario, con un punteggio di 117-111, 117-111 e 116-112 a suo favore.

##### Hopkins VS Calzaghe
Il 19 aprile 2008, al Thomas & Mack Center di Las Vegas, Hopkins perse il suo titolo "The Ring" dei mediomassimi a favore dell'imbattuto Joe Calzaghe. Il campione in carica ebbe un brillante inizio di gara, essendo riuscito ad atterrare Calzaghe con un destro al primo round. Lo attaccò con dei jab, andando al clinch per evitare le combinazioni di pugni dell'avversario. Tuttavia Calzaghe recuperò col passare dei minuti, aumentando d'intensità ad ogni ripresa. Alla fine fu proprio Calzaghe a trionfare, per decisione non unanime: 115-112 e 116-111 per il gallese di origini sarde, 114-113 per il pugile statunitense.
Dopo l'incontro Hopkins apparve molto amareggiato per la decisione finale, dichiarando di essere stato privato di molti punti e facendo alcune dichiarazioni riguardo all'incontro e all'avversario.

##### Hopkins VS Pavlik
Il 17 luglio 2008, Bob Arum, agente di Kelly Pavlik, raggiunse un accordo con la Golden Boy Promotions per garantire un incontro il 18 ottobre 2008 tra l'imbattuto pugile (proveniente da due clamorose vittorie su Jermain Taylor) e Hopkins. Per il match nessuna cintura era stata messa in palio e venne fissato un peso massimo di 170 libbre.
L'incontro, in onda sulla HBO pay-per-view, vide nettamente vittorioso Hopkins sull'imbattuto Pavlik tramite decisione unanime.

#### Il ritorno e la rincorsa al titolo
Dopo la vittoria di Tomasz Adamek su Johnathon Banks, Hopkins espresse il suo desiderio di passare ai massimi per sfidare il pugile polacco e di voler conquistare la corona The Ring della medesima divisione.
Durante la conferenza stampa di Hatton contro Pacquiao prima del loro incontro, Hopkins dichiarò di essere interessato a sfidare l'inglese Carl Froch, proveniente da una vittoria su Jermain Taylor.
Nel settembre 2009 Hopkins e Roy Jones Jr. si misero d'accordo per una rivincita, nel 2010, in caso di vittoria del campione di Pensacola contro l'australiano Danny Green. Tuttavia ciò accadde in quanto Jones, a quei tempi ormai nella fase calante della sua grande carriera, fu rapidamente sconfitto per KO tecnico alla 1ª ripresa. Il 2 dicembre Hopkins affrontò perciò il messicano Enrique Ornelas a livello di pesi mediomassimi, presso il Centro Liacouras di Filadelfia. Nonostante più di un anno di assenza dal ring, Hopkins diede una delle sue tipiche dimostrazioni, in attacco contro un Ornelas che raccolse anche qualche consenso da parte degli spettatori. La gara fu dominata da Hopkins, salito sul ring a 44 anni, contro i 29 di Ornelas. "The Executioner" era favorito per la vittoria ma forse in pochi lo ritenevano in grado di sconfiggere l'avversario con così tanta facilità. Hopkins diede infatti ben poco respiro all'avversario; alla 5ª ripresa Ornelas piegò vistosamente le gambe su un saettante destro al mento e anche nel 6º round diede, per qualche attimo, l'impressione di cedere dinnanzi al rivale. Anche l'ultimo minuto del combattimento fu attivo, quando Hopkins attaccò nuovamente l'avversario con una serie di pugni, ma il messicano fu in grado di terminare la contesa. La battaglia terminò per decisione unanime con i seguenti cartellini: 118-110, 120-109, 119-109 a favore di B-Hop.

#### Nuovi traguardi individuali

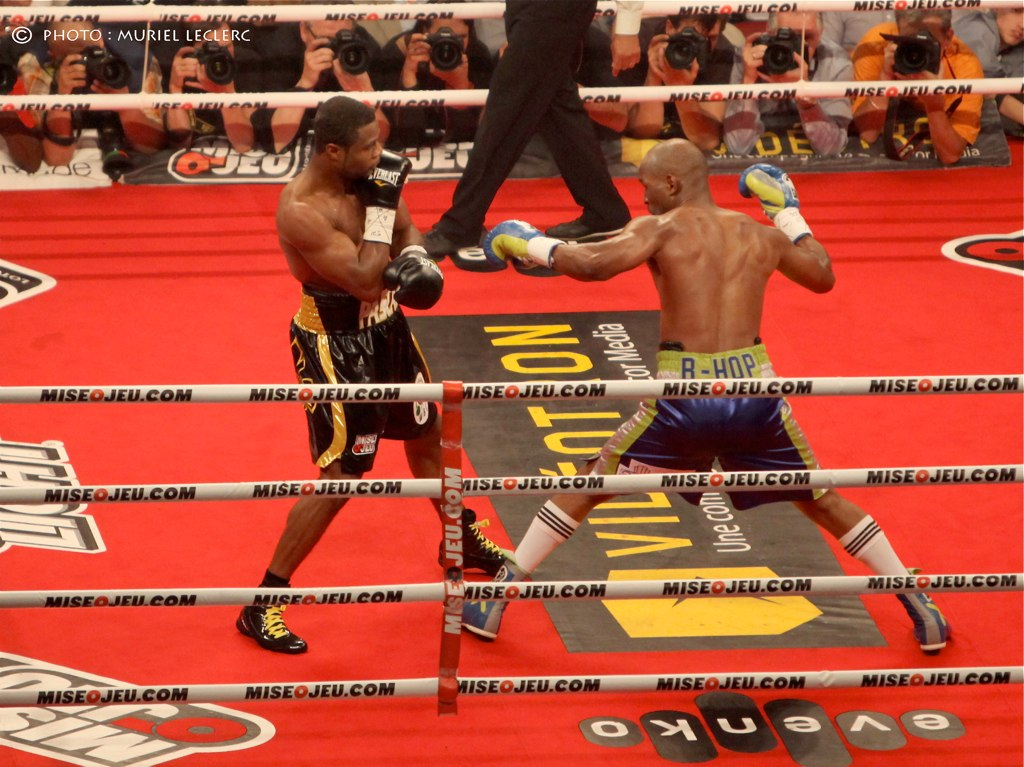
Hopkins (a destra) durante il primo match con il canadese Jean Pascal, 21 maggio 2011.

Vince il titolo dei medio massimi a 46 anni e 126 giorni: Bernard Hopkins è il più vecchio iridato della storia del pugilato. Battendo ai punti con decisione unanime dei giudici il canadese Jean Pascal, solo ventottenne, l'americano ha compiuto una doppia impresa: si è aggiudicato il mondiale dei medio massimi WBC e ha superato il suo connazionale George Foreman, che aveva 45 anni e 299 giorni quando è diventato campione IBF dei massimi nel 1994, e 24 giorni in meno di Hopkins, quando ha conservato il suo titolo il 22 aprile 1995 a Las Vegas, battendo il tedesco Axel Schulz.
Hopkins ha centrato anche la 52ª vittoria della sua carriera davanti a quasi 18 000 spettatori di Montreal. "Non mi ritiro prima dei 50 anni" ha detto l'americano che nonostante l'età è apparso decisamente il più agile tra i due pugili sul ring canadese. "Hopkins è un grande campione, difende molto bene e ha ottimi colpi" l'omaggio dello sconfitto al vecchio campione.
Hopkins tornerà sul ring per il match con il suo connazionale Chad Dawson. Il pugile americano entra così di diritto nell'albo degli sportivi più longevi che annovera il golfista Jack Niklaus o il canadese Gordie Howe che ha giocato la sua ultima stagione nella lega nordamericana di hockey su ghiaccio a 52 anni, nel 1980.

#### La rinascita ed il secondo regno da record
Nel suo incontro successivo, Hopkins affrontò il kazako Bejbut Šumenov (14–1; 9 KO) al D.C. Armory di Washington. La sfida di unificazione, valida per il titolo IBF dello statunitense e quello WBA del kazako, si svolse il 19 aprile 2014. Il match fu molto tattico poiché nessuno dei due combattenti decise di prendere rischi; Hopkins riuscì comunque ad atterrare Šumenov all'undicesimo round, dopo averlo bersagliato con un jab seguito da un poderoso overhand destro alla tempia. Il pugile di Filadelfia si aggiudicò il match per decisione non unanime coi punteggi di 113-114, 116-111 e 116-111, divenendo il più vecchio della storia ad unificare i titoli mondiali in una divisione di peso.

#### L'ultimo assalto al mondiale
L'8 novembre del 2014 il campione del mondo dei pesi massimi-leggeri WBA ed IBF Bernard Hopkins affrontò il campione del mondo della medesima categoria WBO: l'imbattuto russo Sergej Kovalëv (25–0–1; 23 KO). Il russo si presentava come un avversario pericoloso, nonché come una delle stelle nascenti della divisione. L'incontro si svolse allo storico ring di Boardwalk Hall ad Atlantic City, di fronte a più di 8545 spettatori. Nel match Hopkins subì l'iniziativa del russo per tutti e 12 i round, andando giù e venendo contato già alla prima ripresa. Il match terminò ai punti con una vittoria schiacciante di Kovalev (120-107, 120-107 e 120-106), che unificò così i titoli mondiali WBA, IBF e WBO dei mediomassimi. Subito dopo l'incontro, nonostante la sonora sconfitta, Kovalev definì il suo sfidante come il miglior pugile della sua categoria, invitandolo al contempo a porre fine alla sua lunga carriera agonistica. Hopkins replicò affermando di non essere ancora totalmente convinto della possibilità di un ritiro e dicendo che "c'era solo il 50% di probabilità" riguardante un possibile addio.
Il nativo di Filadelfia non combatté alcun match nel 2015 e preferì dedicare l'anno alla gestione di match all'interno della Golden Boy Promotions. Egli dichiarò inoltre di non volersi ancora ritirare, intenzionato a combattere ancora un ultimo match nel 2016.

#### Il match dell'addio e il ritiro
Nell'estate del 2016 Hopkins annunciò il ritorno sul ring in occasione dell'ultimo match della carriera, pubblicizzato come The Final One, motivando la decisione di voler lasciare il pugilato con una vittoria.
Ad ottobre come sfidante fu scelto il promettente newyorkese Joe Smith Jr., di ventiquattro anni più giovane: per il suo ultimo incontro l'ex campione decise di allenarsi con John David Jackson, preparatore di Kovalëv ed ex pugile che Hopkins stesso aveva sconfitto in passato.
Il Final One si tenne il 17 dicembre seguente al Forum di Inglewood, in California, dinnanzi a 6513 spettatori. Pur risentendo della maggiore freschezza e dell'aggressività del rivale, Hopkins si rivelò ostico, affidandosi alla sua esperienza e alle sue doti tecniche. L'epilogo arrivò agli inizi dell'ottava ripresa, quando Smith bersagliò Hopkins alla testa con un'efficace combinazione che lo spinse fuori dal ring. Per la brusca caduta il pugile di Filadelfia ebbe difficoltà e fu impossibilitato a risalire sul quadrato entro venti secondi (come da regolamento), sancendo così la fine dell'incontro per KO tecnico: era la prima volta che Hopkins era fermato prima del limite. Al momento dell'interruzione l'ex campione del mondo era in svantaggio su due cartellini: 69-64 e 67-66 per Smith contro un 67-66 per Hopkins. Al termine della sfida il pluricampione dei medi e mediomassimi annunciò il ritiro, chiudendo una lunga carriera con un record di 55 vittorie, 8 sconfitte e due pari.